# Stanley Doust
Pour les articles homonymes, voir Doust.
Stanley Norwood Doust, né le 29 mars 1879 à Sydney et décédé le 13 décembre 1961 à Londres, est un joueur australien de tennis.
Il s'installe à Londres en 1915.

## Carrière
Il joue à l'Open d'Australie en 1907 et 1908 (1/4).
Il joue à Wimbledon en 1907, 1909, 1910, 1911, 1912, 1913, 1914 et 1919, 1920. Il atteint la finale en 1913 mais, battu par Maurice McLoughlin, il ne peut tenter sa chance dans le Challenge round. Il perd la finale de Wimbledon en double 1909 avec Harry Parker, battu par Arthur Gore / Herbert Barrett (6-2, 6-1, 6-4).
Il joue 1 rencontre de Coupe Davis en 1/4 de finale 1913 du groupe mondial contre les États-Unis. Il remporte le double mais perd les deux simples.
8e mondial en 1913.
1/2 finaliste à Monte-Carlo en 1910.
Dans les années 1920, il est champion d'athlétisme en Angleterre.
Il devient après sa carrière tennistique, journaliste tennis pour le Daily Mail pendant 31 ans.